# Cyperus wilburii
Cyperus wilburii är en halvgräsart som beskrevs av Gordon C. Tucker. Cyperus wilburii ingår i släktet papyrusar, och familjen halvgräs. Inga underarter finns listade i Catalogue of Life.